# VVUP
VVUP은 대한민국의 음악 그룹이다. 2024년 싱글 [Doo Doom Chit]으로 데뷔했다.

## 연표
- 2024: 데뷔 일정 2024년 2월 26일, VVUP는 EgoENT 소속으로 인스타그램을 통해 4일간에 걸쳐 점진적으로 여성 그룹 멤버들을 소개했다. 첫 번째로 소개된 멤버는 한국 출신의 현희로, 그녀는 서바이벌 프로그램 방과후 설렘에 출연하여 최종 1위를 차지하고 결승에 진출한 참가자 중 한 명이었다. 현니는 또한 YG 엔터테인먼트의 연습생이기도 했다. 두 번째 멤버는 인도네시아 출신의 김으로, 그녀는 이전에 인도네시아에서 The Voice Kids Indonesia(시즌 2), The Indonesian Next Big Star, Indonesian Idol Junior(시즌 2)에 출연한 바 있다. 세 번째 멤버는 태국 출신의 판이며, 마지막 멤버는 YG 엔터테인먼트 연습생 출신의 한국인 수연이다.  2024년 3월 9일, VVUP는 유튜브 채널을 통해 **"Doo Doom Chit"**의 뮤직비디오 티저를 공개했다. 그리고 2024년 3월 13일, VVUP는 공식적으로 프리데뷔 곡 **"Doo Doom Chit"**을 발매했다. 며칠 후, VVUP는 M COUNTDOWN(Mnet)과 뮤직뱅크(KBS World TV)에 출연하여 "Doo Doom Chit" 무대를 선보이며, 곧 데뷔할 신인 걸그룹 VVUP를 홍보했다.  2024년 4월 1일, VVUP는 데뷔곡 **"Locked On"**을 공식 발매했으며, 2024년 4월 22일에는 VVUP의 첫 번째 앨범이 출시되었다. 8월 29일, EgoENT는 멤버 현희가 건강 문제로 인해 그룹을 탈퇴한다고 발표했다. 12월 26일, EgoEnt에서는 현희를 대체할 새 멤버를 라인업에 추가할 것이라고 확인했고, 이후 12월 27일 네이버에서는 새 멤버가 지윤이라고 언급한 기사를 냈다.

## 멤버

#### 현재 멤버
| 무대 이름   | 본명                   | 이름 번역   | 생년월일              | 국적       |
| ----------- | ---------------------- | ----------- | --------------------- | ---------- |
| 김 (킴)     | Kimberley Fransa Salim | -           | 2006년 6월 3일(19세)  | 인도네시아 |
| 판 (팬)     | Paan Mekmok            | ปาณ เมฆหมอก | 2006년 6월 22일(19세) | 태국       |
| 수연 (수연) | 이수연                 | Lee Su-yeon | 2007년 3월 31일(18세) | 대한민국   |
| 지윤 (지윤) | 이지윤                 | Lee Ji-yoon | 2008년 7월 15일(16세) | 대한민국   |

#### 이전 멤버
| 무대 이름    | 본명   | 이름 번역    | 생년월일              | 국적     |
| ------------ | ------ | ------------ | --------------------- | -------- |
| 현희（현희） | 김현희 | Kim Hyun-hee | 2005년 7월 18일(19세) | 대한민국 |

## 비디오그래피

#### 뮤직 비디오
| 제목            | 년도 | 비고               |
| --------------- | ---- | ------------------ |
| "Doo Doom Chit" | 2024 | 프리데뷔 곡        |
| "Locked On"     | 2024 | 데뷔 곡            |
| "Ain't Nobody"  | 2024 |                    |
| "4 Life"        | 2025 | 스페셜 디지털 싱글 |

## 수상 목록
- 2025년 제34회 서울가요대상 라이징스타상